# Miss Continente Americano 2007
Miss Continente Americano 2007 fue la segunda edición del concurso de belleza Miss Continente Americano, celebrado en Guayaquil, Ecuador el 30 de junio de 2007. Mía Taveras, Miss Continente Americano 2006, entregó la corona a Marianne Cruz, quien también representó a la República Dominicana.

## Resultados

### Posiciones
| Posición                  | Candidata                                                                     |
| ------------------------- | ----------------------------------------------------------------------------- |
| Miss Continente Americano | - República Dominicana - Marianne Cruz                                        |
| 1.ª finalista             | - Venezuela - Francis Lugo                                                    |
| 2.ª finalista             | - México - Gladys Castellanos                                                 |
| Finalistas (Top 6)        | - Chile - Nataly Chilet - Brasil - Vivian Noronha - Puerto Rico - Uma Blasini |

### Premios especiales
- Miss fotogénica - Vivian Noronha (Brasil)
- Miss Simpatía - Lugina Cabezas (Ecuador)
- Miss Rostro Yanbal - Verónica González (Costa Rica)

## Candidatas
| País                 | Candidata                        | Edad | Estatura (cm) | Proveniencia            |
| -------------------- | -------------------------------- | ---- | ------------- | ----------------------- |
| Argentina            | Alejandra Noelia Bernal          | 18   | 177           | Jujuy                   |
| Aruba                | Carolina Ylena Raven Pérez       | 23   | 168           | Tanki Leendert          |
| Bolivia              | Claudia Cecilia Azaeda Melgar    | 21   | 173           | Santa Cruz de la Sierra |
| Brasil               | Vivian Noronha Cia               | 23   | 174           | Umuarama                |
| Canadá               | Laura María Salazar              | 25   | 173           | Toronto                 |
| Chile                | Nataly Nadeska Chilet Bustamante | 21   | 174           | Santiago                |
| Colombia             | Eileen Roca Torralvo             | 20   | 170           | Valledupar              |
| Costa Rica           | Verónica María González Quesada  | 24   | 168           | Orotina                 |
| Ecuador              | María Lugina Cabezas Andrade     | 20   | 173           | Quito                   |
| El Salvador          | Lissette Rodríguez Alfaro        | 22   | 174           | San Salvador            |
| Estados Unidos       | Kanksha Mehta                    | 21   | 178           | Ahwatukee Foothills     |
| Guatemala            | Alida María Boer Reyes           | 21   | 180           | Ciudad de Guatemala     |
| Honduras             | Wendy Patricia Salgado Correa    | 24   | 176           | Tegucigalpa             |
| México               | Gladys Castellanos Jiménez       | 19   | 175           | Guadalajara             |
| Nicaragua            | Xiomara Gioconda Blandino Artola | 22   | 170           | Managua                 |
| Panamá               | Sorángel Matos Arce              | 22   | 176           | Yaviza                  |
| Paraguay             | Analía Marecos                   | 20   | 176           | Asunción                |
| Perú                 | Jimena Elías Roca                | 18   | 171           | Lima                    |
| Puerto Rico          | Wilmadilis "Uma" Blasini Pérez   | 25   | 188           | Guayanilla              |
| República Dominicana | Marianne Elizabeth Cruz González | 22   | 182           | Salcedo                 |
| Uruguay              | Agostina Gabriela Padula Sella   | 18   | 176           | Montevideo              |
| Venezuela            | Francis Nohemí Lugo Golindano    | 19   | 179           | Maturín                 |

Nataly Chilet (Chile) compitió en Miss Tierra 2005 (Top 8 finalista), Compitió en Miss Continente Americano 2007 (Top 6 Finalistas) y en Miss Mundo 2008 (No clasificó)